# ريبيكا لي (كاتبة)
ريبيكا لي (بالإنجليزية: Rebecca Lee)‏ (5 مايو 1967 في الولايات المتحدة)؛ روائية أمريكية.